# 阿尔察赫英雄
阿爾察赫英雄是阿爾察赫共和國最高等級的榮譽頭銜。 据阿尔察赫总统官方网站表示，是為授予對國家防務、促進经济实力增長及国家意識形態方面，具有重要貢獻的個人。
金鹰勋章則作為授予阿爾察赫英雄最高的榮譽勳章。
在2016年亚美尼亚–阿塞拜疆冲突中陣亡的羅伯特·亞歷山德里亞·阿巴揚，獲得追封成为第二十四位獲得此榮譽的獲頒者，以當時19歲之齡成为至今最年轻的獲頒者。

## 獲頒者
- Samvel Babayan
- 瓦茲根·薩爾基相
- Ashot Ghulian
- 蒙捷·梅爾科尼揚
- Kristapor Ivanyan
- Movses Hakobyan
- Vitaly Balasanyan
- Arkady Ghukasyan
- Arkady Ter-Tadevosyan
- Shahen Meghrian
- Robert Abajyan
- 羅伯特·亞歷山德里亞·阿巴揚